# Buergeria oxycephala
Espèce
Synonymes
- Rhacophorus oxycephalus Boulenger, 1900 "1899"
- Buergeria oxycephalus (Boulenger, 1900)

Statut de conservation UICN

 VU B1ab(iii)+2ab(iii) : Vulnérable
Buergeria oxycephala  est une espèce d'amphibiens de la famille des Rhacophoridae.

## Répartition
Cette espèce est endémique de la province de Hainan, en Chine. Elle est présente entre 80 et 800 m d'altitude.

## Publication originale
- Boulenger, 1900 "1899" : On the reptiles, batrachians, and fishes collected by the late Mr. John Whitehead in the interior of Hainan. Proceedings of the Zoological Society of London, vol. 1999, p. 956-962 (texte intégral).